# Wakkanai
Wakkanai (en japonés: 稚内市, en ainu:ヤㇺワッカナイ Yam-wakka-nay traduït "Riu d'aigüa freda") és una ciutat i municipi de la subprefectura de Sōya, Hokkaido, Japó. És el municipi més poblat i la capital d'aquesta subprefectura. També és el municipi més septentrional de Hokkaido i del Japó.

## Geografia
El punt més septentrional del Japó, el cap Sōya, es troba a prop de Wakkanai, el qual es troba en una peninsula molt a prop de Rússia, més concretament, a 43 quilòmetres, des del municipi en els dies clars es pot vore la costa russa. El municipi limita amb els de Toyotomi i Sarufutsu. Wakkanai es tracta del municipi més septentrional de l'illa de Hokkaido i de tot el Japó.

## Història
Wakkanai fou originàriament un lloc de població ainu. El primer assentament japonés va ser establit en 1685.
- 1879: Wakkanai es fundat com a municipi.
- 1897: S'estableix la subprefectura de Sôya, i Wakkanai passa a formar part d'ella esdevenint la capital.
- 1901: Wakkanai passa a tindre estàtus de vila.
- 1949: Wakkanai esdevé ciutat.
- 1955: La vila de Sôya passa a formar part de la ciutat de Wakkanai.
- 1959: S'inaugura l'Aeroport de Wakkanai.

Durant la Segona Guerra Mundial, l'armada Imperial Japonesa va utilitzar el port com a base de submarins. Wakkanai estava massa al nord per a estar fora dels bombardejos nord-americans i estigué fora dels atacs aeris. Fins a la primera meitat de la dècada de 1960, el sector nord del port va romandre dividit per una separació (també sub aquàtica) de formigó. La gran estructura de formigó, que encara existeix, va fer de lloc de reparació dels submarins. També es van construir en els pujols propers a la ciutat coves reforçades per formigó per a amagar munició i demés material militar, així com també de refugi per a la població en cas d'atacs aèris.

## Política

### Assemblea municipal
La composició actual de l'assemblea municipal és aquesta:
| Partit | Partit                    | Partit | Regidors |
| ------ | ------------------------- | ------ | -------- |
|        | Club Liberal              | CL     | 5 / 18   |
|        | Kōmeitō                   | KMT    | 3 / 18   |
|        | Club Ciutadà              | CC     | 3 / 18   |
|        | Niseiyukai                | NSK    | 2 / 18   |
|        | Partit Comunista del Japó | PCJ    | 2 / 18   |
|        | Shiseikai                 | SSK    | 2 / 18   |
|        | Independents              | Ind    | 0 / 18   |
|        | Escons vacants            |        | 0 / 18   |

### Alcaldes
| Nom | Nom             | Inici | Fi   |
| --- | --------------- | ----- | ---- |
|     | Akira Nishioka  | 1949  | 1959 |
|     | Tatsuo Hamamori | 1959  | 1991 |
|     | Kazuo Tsuruga   | 1991  | 1999 |
|     | Kôichi Yokota   | 1999  | 2011 |
|     | Hiroshi Kudô    | 2011  | Ara  |

## Transports

### Aire
l'Aeroport de Wakkanai es troba al mateix municipi.

### Ferrocarril
- JR Hokkaidō
  - Línia principal de Sōya: Yūchi - Bakkai - Minami-Wakkanai - Wakkanai

### Carretera
- Autopista de Hokkaidō: Eixida d'Iwamizawa.
- Carretera Nacional del Japó 12

### Mar
Existeixen línies estacionals de ferris que van des de Wakkanai fins a les illes de Rebun i Rishiri. El 18 de setembre de 2015 el servici de ferry cap a Korsakov, en l'illa de Sakhalín va finalitzar. L'alcalde, Hiroshi Kudô va intentar restaurar el servici de ferry cap a Sakhalín i en 2016 ho va aconseguir amb una ruta estacional (des de juny fins a setembre).